# Batalha de Ma'rib (2021)
Batalha de Ma'rib é uma batalha em curso que eclodiu após o avanço dos Houthis em direção à cidade de Ma'rib, a capital da província de Ma'rib, no Iêmen, controlada pelo Gabinete do Iêmen em fevereiro de 2021.

## Histórico
Em 22 de fevereiro, a central de mídia do exército iemenita pró-Hadi afirmou que setenta houthis foram mortos e outros foram feridos ou capturados na periferia oeste da cidade de Ma'rib. Oficiais militares do governo Hadi relataram que "centenas" foram mortos desde o início da ofensiva dos Houthis, e que a maioria dos mortos eram combatentes, e não civis. Um oficial militar descreveu a situação em Ma'rib como um "banho de sangue". As defesas lealistas em Sirwah desmoronaram, com os Houthis avançando cerca de 20 quilômetros da cidade de Ma'rib. 
Em 23 de fevereiro, fontes locais iemenitas próximas aos Houthis informaram que a cidade de Marib estava sendo cercada por três direções.  No mesmo dia, o governo pró-Hadi e fontes do al-Isah informaram que o general Nasir al-Barhati foi morto por um ataque aéreo no campo de al-Meel juntamente com dez de seus guarda-costas.  Quatro dias depois, foi relatado que o Tenente-General Abd al-Ghani Shaalan, Comandante das Forças Especiais, foi morto enquanto combatia os Houthis em Serwah perto de Marib,  uma investigação foi realizada pelo Ministério da Defesa do Governo Hadi a respeito de sua morte.  Em 27 de fevereiro, foi relatado que o coronel Nofal al-Hawri também foi morto enquanto lutava contra os Houthis. 
Em 2 de março, fontes locais iemenitas pró-Houthis, relataram combates pesados nos arredores da cidade de Marib, no noroeste, com as forças Houthi avançando em direção à área do campo de Sahn al-Jan, com vistas para  a cidade de Marib. 
No dia seguinte, o vice-ministro das Relações Exteriores do governo pró-Houthi relatou que os combatentes Houthis havia assumido o controle de dez dos catorze distritos de Ma'rib. O ministro das Relações Exteriores do governo Hadi disse que os Houthis lançaram mais de 15 mísseis balísticos contra Ma'rib na semana anterior. As forças Houthi estariam desenvolvendo esforços para cercar todos os distritos da cidade. 
Em 4 de março, o exército iemenita do governo pró-Hadi reiniciou uma ofensiva contra os combatentes Houthis em Taiz, possivelmente para aliviar a pressão sobre as forças pró-governo em Ma'rib, bem como para desviar os efetivos dos Houthis para outras linhas de frente em outras partes do Iêmen. 
Em 6 de março, confrontos entre as forças dos governos Houthis e Hadi deixaram pelo menos 90 combatentes mortos em ambos os lados.  A mídia regional iemenita próxima aos Houthis disse que a aeronave da coalizão saudita foi alvejada por engano pelos reforços das forças do governo Hadi que se aproximavam de Marib de Shabwah e Abyan, deixando 84 mortos e 56 feridos.  O evento de fogo amigo foi seguido por uma restrição feita à mídia de relatar incidentes de fogo amigo em áreas controladas pelo governo Hadi.  Oficiais do governo Hadi negaram a alegação, acrescentando que nenhum evento de "fogo amigo" ocorreu. 
Em 8 de março, o exército iemenita liderado pelos Houthis rompeu os portões do norte da cidade de Marib após ferozes batalhas entre eles e as forças lideradas pelos sauditas.  Nos dias seguintes, até 16 de março, os confrontos continuaram nos arredores do norte e oeste de Marib entre as forças Houhtis e a coalizão liderada pelos sauditas a leste de Sirwah, Medghal e a Barragem de Marib. 
Em 18 de março, o centro de mídia das forças armadas iemenitas pró-Hadi alegou que as forças do governo pró-Hadi emboscaram e mataram pelo menos trinta combatentes Houthis ao longo da frente de Hailan. 
Em 21 de março, a mídia saudita relatou que a Força Aérea da Arábia Saudita conseguiu deter uma ofensiva de infantaria e tanques dos Houthis em Al-Ksarah com ataques aéreos e perdas infligidas a eles. 
No dia seguinte, a Arábia Saudita ofereceu ao governo Houthi um plano de cessar-fogo em todo o país. Os Houthis rejeitaram a oferta, afirmando que não atendia ao seu desejo de levantar o cerco ao país.
Em 27 de março, o Major General Amin Al-Waeli foi dado como morto a noroeste de Ma'rib enquanto lutava contra as forças Houthis. Al-Waeli era o líder da Sexta Região Militar das forças do governo liderado por Hadi. 
Em 31 de março, o Brigadeiro General Saleh Ladhimd al-Obab foi dado como morto perto do Noroeste de Ma'rib enquanto lutava contra os Houthis. Algumas fontes dizem que ele foi emboscado entre seus guarda-costas, enquanto outras relataram que foi morto por um ataque de morteiro. 

## Significado
Ma'rib é considerada pelos observadores como um dos últimos redutos restantes das forças do governo Hadi no norte do Iêmen. Ma'rib também hospeda atualmente centenas de milhares de civis deslocados do conflito.  Além disso, é o local de uma cobiçada refinaria de petróleo, enquanto o governo do Iêmen e autoridades sauditas alertaram que, caso Ma'rib seja capturada pelos houthis, poderá servir como plataforma de lançamento para ataques contínuos à infraestrutura de petróleo da Arábia Saudita e outros alvos. 